# Thibaut Courtois
Thibaut Courtois (Bree, 11 de maig de 1992) és un futbolista professional flamenc, que actualment juga de porter al Real Madrid FC. És internacional amb la selecció belga. És considerat el millor porter del món.
Courtois va anar avançant a través dels equips formatius del KRC Genk, i a 18 anys, va jugar un papel clau en la victòria de l'equip a la lliga belga 2010-11. El juliol de 2011 va fitxar pel Chelsea FC per 8 milions de lliures, i fou immediatament cedit a l'Atlètic de Madrid. En tres temporades a l'equip madrileny, va guanyar l'Europa League el 2012, la Copa del Rei el 2013 i la lliga el 2014. També va rebre el trofeu Ricardo Zamora al millor porter de La Liga, per les seves actuacions en les dues darreres temporades. Va retornar al Chelsea el juliol de 2014, i en la primera temporada va guanyar l'EFL Cup i la Premier League. Dos anys després va guanyar el Premier League Golden Glove i el Chelsea fou novament campió de lliga. El 2018, el Reial Madrid va fitxar Courtois per 35 milions de lliures, esdevenint així el porter més car de la lliga espanyola, sobrepassant el rècord anterior de Jan Oblak. Va guanyar un segon títol de lliga i un tercer trofeu Zamora el 2020.
Courtois va debutar com a internacional absolut l'octubre de 2011, essent el porter més jove en representar Bèlgica. Des de llavors ha estat més de 90 cops internacional, i ha disputat la Copa del Món de Futbol 2014, la Campionat d'Europa de futbol 2016, la Copa del Món de Futbol 2018 i la Campionat d'Europa de futbol 2020.

## Carrera de club

### Inicis
Courtois es va unir al Bilzen VV a una edat jove. Abans d'unir-se al Racing Genk a l'edat dels 7 anys. Courtois va començar la seva carrera en l'equip Bilzen VV on va jugar de lateral esquerre. Un temps després, el 1999, Courtois va fitxar pel Racing Genk amb només 7 anys, i va ser allí on va esdevenir porter.

### Racing Genk
Després de progressar a través del planter del Genk, Courtois va fer el seu debut en el primer equip el 17 d'abril del 2009 contra el KAA Gent. Va ser la figura clau en el títol del Genk durant la temporada 2010–11. El 14 de juliol del 2011, el Genk va signar un contracte amb el club anglès del Chelsea FC per Courtois el qual es rumorejava que eren 6 milions € segons informacions belgues. Ara a Courtois se li ha donat permís per parlar amb el club, per l'acord personal i el control mèdic abans de ser transferit.

### Atlético de Madrid
El 31 d'agost de 2012 fou titular en el partit que decidia la Supercopa d'Europa 2012, contra el Chelsea FC a Mònaco, i que l'Atlético de Madrid guanyà per 4 a 1.

## Carrera internacional
El 3 de juny del 2011, Courtois va ser convocat pel partit de classificació per l'Euro 2012 per jugar amb Bèlgica contra Turquia.

## Estadístiques de carrera
| KRC Genk Bèlgica                          | 2008-09                  | 1  | -2  | 0 | 0  | -  | -   | 1  | -2  |
| KRC Genk Bèlgica                          | 2010-11                  | 40 | -39 | 1 | -2 | 3  | -6  | 44 | -47 |
| KRC Genk Bèlgica                          | Total                    | 41 | -41 | 1 | -2 | 3  | -6  | 45 | -49 |
| Atlètic de Madrid Espanya                 | 2011-12                  | 37 | -41 | 0 | 0  | 15 | -9  | 52 | -50 |
| Atlètic de Madrid Espanya                 | Total                    | 37 | -41 | 0 | 0  | 15 | -9  | 52 | -50 |
| Total en la seva carrera                  | Total en la seva carrera | 78 | -81 | 1 | -2 | 18 | -15 | 97 | -99 |
| Estadístiques fins al 14 de maig de 2012. |                          |    |     |   |    |    |     |    |     |

- (*) Copa de Bèlgica.
- (**) Lliga Europa de la UEFA.

## Títols i premis

### Club
Racing Genk
- 1 Lliga Pro belga: 2010–11
- 1 Copa Belga: 2008–09

Atlético de Madrid
- 1 Lliga Europa de la UEFA: 2011–12
- 1 Supercopa d'Europa: 2012[10]
- 1 Copa del Rei de futbol: 2013[11]
- 1 Lliga espanyola: 2013–14

Chelsea
- 2 Premier League: 2014–15, 2016–17
- 1 Copa anglesa: 2017–18
- 1 Copa de la lliga anglesa: 2014–15

Reial Madrid
- 1 Copa Intercontinental de la FIFA: 2024[12]
- 2 Campionats del món de clubs: 2018, 2022
- 2 Supercopes d'Espanya: 2019-20, 2021-22
- 3 Lligues espanyoles: 2019-20, 2021-22, 2023-24[13]
- 2 Lligues de Campions: 2021–22, 2023-24[14]
- 2 Supercopes d'Europa: 2022, 2024[15]
- 1 Copa del Rei: 2022-23[16]

### Bèlgica
- Copa del Món de Futbol (3r lloc): 2018[17]

### Individual
- Porter de l'any: 2010–11
- Racing Genk Jugador de l'any: 2010–11